# Wincanton Classic 1992
La 4e édition de la Wincanton Classic a lieu le 16 août 1992. Remportée par l'Italien Massimo Ghirotto, de l'équipe Carrera-Vagabond, elle est la septième épreuve de la Coupe du monde.

## Classement final
| Pos. | Cycliste           | Équipe             | Temps           |
| ---- | ------------------ | ------------------ | --------------- |
| 1    | Massimo Ghirotto   | Carrera-Vagabond   | 6 h 21 min 23 s |
| 2    | Laurent Jalabert   | Once               | + 1 min 10 s    |
| 3    | Bruno Cenghialta   | Ariostea           | + 2 min 14 s    |
| 4    | Claudio Chiappucci | Carrera-Vagabond   | + 2 min 36 s    |
| 5    | Fabian Jeker       | Helvetia-La Suisse | m.t.            |
| 6    | Raúl Alcalá        | PDM-Concorde       | + 3 min 4 s     |
| 7    | Steven Rooks       | Buckler            | m.t.            |
| 8    | Scott Sunderland   | TVM-Sanyo          | m.t.            |
| 9    | Alex Zülle         | Once               | m.t.            |
| 10   | Luc Roosen         | Tulip Computers    | m.t.            |